# Гёньели
Гёньели (тур. Gönyeli, греч. Κιόνελι) — город и муниципалитет на севере Кипра, на территории района Левкоша. Находится недалеко от столицы республики — Никосия (Лефкоша). Контролируется частично признанным государством — Турецкая Республика Северного Кипра.

## История
Начиная с периода Османской империи в городе проживают в основном турки. Во время Кипрского кризиса в 1963-1975 годах, город служил приёмным центром для турок-беженцев с окрестных деревень, притесняемых греками.
Гёньели являлся местом дислокации части турецкого полка, который находился на острове в соответствии с договорами 1959-1960 годов.

## Культура
В городе базируется футбольный клуб Gönyeli Spor Kulübü.
Каждый год в июле, в центре города проходит Международный фестиваль народного танца — Гёньели. Этот фестиваль длится одну неделю, с группами танцоров из таких стран, как Болгария, Румыния и Турция.
Город является популярным среди студентов, так как он расположен недалеко от университета Ближнего Востока в Никосии, и многие студенты арендуют жильё в Гёньели.

## Города-побратимы
- Кызылчахамам, Анкара, Турция[4]
- Сарыер, Стамбул, Турция[5]